# Rudolf Mälzer
Rudolf Mälzer (* 8. Dezember 1881 in Giebichenstein; † 3. Juni 1937 in Leipzig) war ein deutscher Volkssänger, Komiker und Damendarsteller.

## Leben
Geboren im sächsischen Giebichenstein, heute ein Stadtteil im Norden von Halle/Saale, lernte er zunächst den Beruf des Kaufmanns, ließ sich aber schon bald von den „Humoristischen Herrensänger-Gesellschaften“ seiner Zeit dazu inspirieren, als Komiker aufzutreten. Erfolg hatte er mit Solovorträgen über sächsische Volks-Typen wie den „Droschkenkutscher“ oder den „Nörgler“ oder mit Handwerkerfiguren wie dem „Strassenkehrer“ oder dem „Maurer“. Seine Spezialität aber wurden Auftritte als Damenimitator, ein Rollenfach, das es in jeder besseren „Herrensängergesellschaft“ gab (vgl. seine „Butterpietsch’n“ oder „Die Schmidt’n“).
Die meisten Texte schrieb er sich selber. Er trug aber auch Couplets von Kollegen wie Paul Preil, Martin Loewe und A.O. Alberts vor. Darin ging es um Zeiterscheinungen, die kritisch besungen wurden („Kraft und Schönheit“, mit dem Titelbezug zu dem seinerzeit populären Kulturfilm „Wege zu Kraft und Schönheit“) oder das Tempo der Zeit („Ja die Leute haben heute...“), oder um populäre Gestalten am Starhimmel (Asta Nielsen, Charlie Chaplin), auf die parodistisch abgehoben wurde.
Mälzer trat während der 1920er Jahre in ersten Häusern wie dem Leipziger Kristallpalast oder dem Berliner Wintergarten auf, war aber auch am Rundfunk zu hören. Er hat zahlreiche Schallplatten für die Firmen Grammophon und Homocord besprochen. Mälzer starb am 3. Juni 1937 in Leipzig.

## Schallplattenaufnahmen (Auswahl)
- Grammophon 20 489 (mx. 409 bf) Chaplin-Parodie
- Grammophon 20 490 (mx. 410 bf) Asta Nielsen-Parodie
- Grammophon 20 485 (mx. 411 bf) Der abgebaute Seesoldat (Text von Paul Preil)
- Grammophon 20 485 (mx. 412 bf) Der Lastkraftwagenführer (Text von Paul Preil)
- Grammophon 20 487 (mx. 414 bf) Der Droschkenkutscher
- Grammophon 20 487 (mx. 417 bf) Die Butterpietsch’n
- Homocord B.301 (mx. M 17 107/17 108) Die Schmidt’n, 1. und 2. Teil (Soloszene), aufgen. 1923
- Homocord B.343 (17103, 17104) Die Feuerwehr, Berlin 1927
- Homocord B.344 (mx. M 17 105/17 106) Der Strassenkehrer, 1. und 2. Teil (Soloszene)
- Homocord 4-2762 (mx. T.M.20 470) Kraft und Schönheit, Couplet (Text von Martin Loewe)
- Homocord 4-2762 (mx. T.M.20 472) Ja die Leute haben heute keine Zeit, Couplet (Text von Martin Loewe)
- Homocord 4-2766 (mx. T.M.20 477 / 20 478) Der Nörgler, 1. und 2. Teil (Soloszene) (Text von Martin Loewe), aufgen. 1928
- Homocord 4-2767 (mx. T.M.20 479 / 20 480) Der Maurer, 1. und 2. Teil (Soloszene)

## Wiederveröffentlichungen von Aufnahmen mit Mälzer
- „Rare Schellacks – Sachsen – Volkssänger 1910–1932“ TRIKONT US-0264 Herausgeber: Claus Fischer & Achim Bergmann. CD im Digipak mit ausführlichem Booklet